# Cracovia (Schiff)
Die Cracovia ist eine Fähre der polnischen Reederei Polferries, die das Schiff zuletzt zwischen Świnoujście und Ystad einsetzte. Im Sommer 2024 wurde die Fähre an die algerische Reederei Nouris Elbahr Ferries verchartert, die das Schiff zwischen Algerien und Spanien bzw. Frankreich einsetzen will.

## Geschichte
Das Schiff wurde unter der Baunummer 291 auf der Werft IZAR Construcciones Navales in Sevilla für die spanische Reederei Trasmediterránea gebaut. Es basierte auf dem Entwurf der Racehorse-Klasse, wurde aber für den Einsatz bei Trasmediterránea angepasst. Die Kiellegung fand am 16. Februar, Taufe und Stapellauf am 19. September 2001 statt. Taufpatin war die damalige Bürgermeisterin von Cádiz, Teófila Martínez. Die Fertigstellung des Schiffes erfolgte am 23. Februar 2002.
Das Schiff kam als Murillo unter spanischer Flagge mit Heimathafen Santa Cruz de Tenerife in Fahrt. Benannt war es nach dem spanischen Maler Bartolomé Esteban Murillo. Ab März 2002 wurde es zunächst auf der Strecke zwischen Barcelona und Palma de Mallorca eingesetzt. Im Rahmen der Privatisierung von Trasmediterránea kam die Murillo 2003 zu Acciona Trasmediterránea.
Im Juli und August 2010 verkehrte das Schiff kurzzeitig zwischen Cadiz und den Kanarischen Inseln, bevor es auf die Strecke zwischen Barcelona und Tanger wechselte. Ab Sommer 2011 wurde es wieder auf der Strecke zwischen Cadiz und den Kanarischen Inseln eingesetzt.
Ende April 2014 endete der Einsatz des Schiffes für Acciona Trasmediterránea. Im Juni wurde es an Port Bulgaria West in Burgas verkauft und in Drujba umbenannt. Port Bulgaria West setzte das Schiff im Schwarzen Meer zwischen Burgas und Noworossijsk ein.
Im März 2017 wurde das Schiff nach Polen verkauft. Der Einsatz zwischen Burgas und Noworossijsk endete im Mai 2017. Anschließend wurde das Schiff auf der Werft Morska Stocznia Remontowa Gryfia in Stettin umgebaut. Das in Cracovia umbenannte und unter die Flagge der Bahamas gebrachte Schiff verkehrte ab September 2017 für Polferries zwischen Świnoujście und Ystad. In den Sommermonaten wurde zusätzlich eine Abfahrt pro Woche zwischen Świnoujście und Rønne auf Bornholm angeboten. Im Juli 2024 wurde die Fähre durch die Varsovia ersetzt. In der Folge wurde sie an die neue algerische Fährgesellschaft Nouris Elbahr Ferries verchartert. Nouris Elbahr Ferries will die Fähre in ihrem Streckennetz zwischen Algerien und Frankreich bzw. Spanien einsetzen.

## Technische Daten und Ausstattung
Das Schiff wird von vier Viertakt-Neunzylinder-Dieselmotoren des Herstellers Wärtsilä (Typ: 9L38) mit jeweils 5940 kW Leistung angetrieben. Jeweils zwei Motoren sind in einem Maschinenraum untergebracht. Sie wirken über Untersetzungsgetriebe auf zwei Verstellpropeller. Das Schiff erreicht eine Geschwindigkeit von 22 kn. Das Schiff ist mit zwei Bugstrahlrudern mit jeweils 1300 kW Leistung ausgerüstet.
Für die Stromversorgung stehen zwei von den Hauptmotoren angetriebene Wellengeneratoren mit jeweils 1400 kW Leistung (1750 kVA Scheinleistung) und drei Dieselgeneratoren mit jeweils 1200 kW Leistung (1500 kVA Scheinleistung) zur Verfügung. Weiterhin wurde ein Notgenerator mit 500 kVA Scheinleistung verbaut.
Das Schiff ist mit einem Flossenstabilisator und Schlingertanks ausgestattet.
Das Schiff verfügte zunächst über vier Fahrzeugdecks, auf denen rund 2300 Spurmeter zur Verfügung standen, zwei Fahrzeugdecks mit zusammen circa 1900 Spurmetern, die für den Transport von Lkw geeignet sind, sowie zwei weitere, darunter liegende Fahrzeugdecks mit rund 400 Spurmetern für den Transport von Pkw. Während des Werftaufenthaltes im Jahr 2017 wurden auch die Fahrzeugdecks umgebaut. Das Schiff verfügt jetzt über 2196 Spurmeter. Die Fahrzeugdecks sind über Rampen miteinander verbunden. Die Be- und Entladung erfolgt über eine 22 Meter breite und 17,5 Meter lange Heckrampe, über die das Hauptdeck zu erreichen ist. Die Durchfahrtshöhe beträgt 5,2 Meter. Die Fahrzeugdecks sind größtenteils geschlossen. Lediglich das obere Fahrzeugdeck ist im hinteren Bereich des Schiffes nach oben offen.
Die Decksaufbauten befinden sich größtenteils in der vorderen Hälfte des Schiffes. Die Einrichtungen für Passagiere sind auf den Decks 7 und 8 untergebracht, darüber befinden sich die Einrichtungen für die Schiffsbesatzung und die Brücke. An Bord stehen für Passagiere auf Deck 7 123 Kabinen mit 396 Betten und auf Deck 8 150 Ruhesessel zur Verfügung. Polferries vermarktet das Schiff mit einer Kapazität 650 Passagieren, für die 384 Kabinenplätze zur Verfügung stehen.
Auf Deck 8 befinden sich auch die weiteren Einrichtungen für Passagiere, darunter ein Restaurant, ein Cafe und eine Bar sowie ein gesonderter Bereich für Lkw-Fahrer. Im hinteren Bereich von Deck 7 und 8 befinden sich Sonnendecks für die Passagiere.